# FNS Music Festival
O FNS Music Festival FNS歌謡祭 (FNS Kayōsai) é um show televisivo anual de música produzido pelo Fuji Network System e Fuji Television.

## Vencedores do Grande Prêmio
| Ano  | Canção                                  | Artista          |
| ---- | --------------------------------------- | ---------------- |
| 1974 | みれん                                  | Hiroshi Itsuki   |
| 1975 | シクラメンのかほり                      | Akira Fuse       |
| 1976 | 北の宿から                              | Harumi Miyako    |
| 1977 | 津軽海峡・冬景色                        | Sayuri Ishikawa  |
| 1978 | LOVE (抱きしめたい)                     | Kenji Sawada     |
| 1979 | Y.M.C.A.                                | Hideki Saijo     |
| 1980 | ふたりの夜明け                          | Hiroshi Itsuki   |
| 1981 | ルビーの指環                            | Akira Terao      |
| 1982 | 野ばらのエチュード                      | Seiko Matsuda    |
| 1983 | 矢切の渡し                              | Takashi Hosokawa |
| 1984 | 長良川艶歌                              | Hiroshi Itsuki   |
| 1985 | ミ・アモーレ                            | Akina Nakamori   |
| 1986 | DESIRE -情熱-                           | Akina Nakamori   |
| 1987 | 愚か者                                  | Masahiko Kondo   |
| 1988 | Witches                                 | Miho Nakayama    |
| 1989 | 太陽がいっぱい                          | Hikaru Genji     |
| 1990 | おどるポンポコリン (Dancing Pompokolin) | B.B. Queens      |